# Казабури (Салерно)
Казабури је насеље у Италији у округу Салерно, региону Кампанија.
Према процени из 2011. у насељу је живело 609 становника. Насеље се налази на надморској висини од 30 м.